# Camila Soleibe
María Camila Soleibe Alarcón (Barranquilla, 11 de noviembre de 1996) es una modelo y reina de belleza colombiana. Titular de su país al Reina Hispanoamericana en 2016.

## Reseña biográfica
Soleibe nació el 11 de noviembre de 1996 en Barranquilla, hija de Carlos Soleibe y Angélica Alarcón. Actualmente estudia Comunicación social en la Universidad del Norte. Tiene ascendencia libanesa por parte vía paterna.

## Carrera
Soleibe representó al departamento de Atlántico en el Concurso Nacional de Belleza de Colombia 2015. En la competencia, obtuvo la banda de Señorita fotogénica,  y finalmente se ubicó como Tercera finalista —Segunda princesa nacional— de Andrea Tovar, de Chocó, eventual ganadora.
Como obligaciones de su título está acompañar a la reina junto con las demás finalistas, a los distintos eventos a los que asistan; y representar a Colombia en un certamen de belleza internacional. Es por eso que la organización Concurso Nacional de Belleza le da el derecho de representar a Colombia en el Reina Hispanoamericana 2016 en Bolivia. En la noche final del 5 de noviembre, Soleibe se proclama como ganadora del concurso, otorgándole la cuarta corona para su país. La última representante colombiana en ganar dicho concurso fue Alejandra López, en 2013.